# Parrocchie civili della Cumbria
Questa è una lista delle parrocchie civili della Cumbria, Inghilterra.

## Allerdale
L'intero distretto è coperto da parrocchie.
- Above Derwent
- Aikton
- Allhallows
- Allonby
- Aspatria (town)
- Bassenthwaite
- Bewaldeth and Snittlegarth (parish meeting)
- Blennerhasset and Torpenhow
- Blindbothel
- Blindcrake
- Boltons
- Borrowdale
- Bothel and Threapland
- Bowness-on-Solway
- Bridekirk
- Brigham
- Bromfield
- Broughton
- Broughton Moor
- Buttermere
- Caldbeck
- Camerton
- Cockermouth (town)
- Crosscanonby
- Dean
- Dearham
- Dundraw (parish meeting)
- Embleton
- Gilcrux
- Great Clifton
- Greysouthen
- Hayton and Mealo
- Holme Abbey
- Holme East Waver
- Holme Low
- Holme St Cuthbert
- Ireby
- Keswick (town)
- Kirkbampton
- Kirkbride
- Little Clifton
- Lorton
- Loweswater
- Maryport (town)
- Oughterside and Allerby
- Papcastle
- Plumbland
- Seaton
- Sebergham
- Setmurthy
- Silloth-on-Solway (town)
- St John's Castlerigg
- Thursby
- Underskiddaw
- Waverton
- Westnewton
- Westward
- Wigton (town council)
- Winscales
- Woodside
- Workington (town)
- Wythop

## Barrow-in-Furness
Barrow-in-Furness non è coperta da parrocchie.
- Askam and Ireleth
- Dalton with Newton (town)
- Lindal and Marton

## City of Carlisle
Carlisle non è coperta da parrocchie.
- Arthuret
- Askerton (parish meeting)
- Beaumont
- Bewcastle
- Brampton
- Burgh by Sands
- Burtholme
- Carlatton
- Cummersdale
- Cumrew
- Cumwhitton
- Dalston
- Farlam
- Geltsdale
- Hayton
- Hethersgill
- Irthington
- Kingmoor
- Kingwater
- Kirkandrews-on-Esk
- Kirklinton Middle
- Midgeholme
- Nether Denton
- Nicholforest
- Orton
- Rockcliffe
- St Cuthbert Without
- Scaleby
- Solport
- Stanwix Rural
- Stapleton
- Upper Denton
- Walton
- Waterhead
- Westlinton
- Wetheral

## Copeland
Whitehaven non è coperta da parrocchie.
- Arlecdon and Frizington
- Bootle
- Cleator Moor (town)
- Distington
- Drigg and Carleton
- Egremont (town)
- Ennerdale and Kinniside
- Eskdale
- Gosforth
- Haile and Wilton
- Irton with Santon
- Lamplugh
- Lowca
- Lowside Quarter
- Millom (town)
- Millom Without
- Moresby
- Muncaster
- Parton
- Ponsonby
- St Bees
- St Bridget Beckermet
- St John Beckermet
- Seascale
- Ulpha (parish meeting)
- Waberthwaite and Corney
- Wasdale
- Weddicar
- Whicham

## Eden
Penrith non è coperta da parrocchie.
- Ainstable
- Alston Moor
- Appleby-in-Westmorland (town)
- Asby
- Askham
- Bampton
- Barton
- Bolton
- Brough
- Brougham
- Brough Sowerby (parish meeting)
- Castle Sowerby
- Catterlen
- Cliburn (parish meeting)
- Clifton
- Colby
- Crackenthorpe (parish meeting)
- Crosby Garrett (parish meeting)
- Crosby Ravensworth
- Culgaith
- Dacre
- Dufton
- Glassonby
- Great Salkeld
- Great Strickland
- Greystoke
- Hartley (parish meeting)
- Helbeck (parish meeting)
- Hesket
- Hoff
- Hunsonby
- Hutton
- Kaber
- Kings Meaburn
- Kirkby Stephen
- Kirkby Thore
- Kirkoswald and Renwick
- Langwathby
- Lazonby
- Little Strickland (parish meeting)
- Long Marton
- Lowther
- Mallerstang (parish meeting)
- Martindale (parish meeting)
- Matterdale
- Milburn
- Morland
- Mungrisdale
- Murton
- Musgrave
- Nateby (parish meeting)
- Newbiggin (parish meeting)
- Newby (parish meeting)
- Ormside
- Orton
- Ousby
- Patterdale
- Ravenstonedale
- Shap
- Shap Rural
- Skelton
- Sleagill (parish meeting)
- Sockbridge and Tirril
- Soulby
- Stainmore
- Tebay
- Temple Sowerby
- Threlkeld
- Thrimby (parish meeting)
- Waitby (parish meeting)
- Warcop
- Wharton (parish meeting)
- Winton (parish meeting)
- Yanwath and Eamont Bridge

## South Lakeland
L'intero distretto è coperto da parrocchie.
- Aldingham
- Angerton
- Arnside
- Barbon
- Beetham
- Blawith and Subberthwaite
- Broughton East
- Broughton West
- Burton-in-Kendal
- Cartmel Fell
- Casterton
- Claife
- Colton
- Coniston
- Crook
- Crosthwaite and Lyth
- Dent
- Docker (parish meeting)
- Dunnerdale with Seathwaite
- Egton with Newland
- Fawcett Forest (parish meeting)
- Firbank (parish meeting)
- Garsdale
- Grange-over-Sands (town)
- Grayrigg (parish meeting)
- Haverthwaite
- Hawkshead
- Helsington
- Heversham
- Hincaster (parish meeting)
- Holme
- Hutton Roof
- Kendal (town)
- Kentmere (parish meeting)
- Killington
- Kirkby Ireleth
- Kirkby Lonsdale
- Lakes
- Lambrigg (parish meeting)
- Levens
- Longsleddale (parish meeting)
- Lower Allithwaite
- Lower Holker
- Lowick
- Lupton
- Mansergh (parish meeting)
- Mansriggs
- Meathop and Ulpha
- Middleton (parish meeting)
- Milnthorpe
- Natland
- New Hutton
- Old Hutton and Homescales
- Osmotherly
- Pennington
- Preston Patrick
- Preston Richard
- Satterthwaite
- Scalthwaitrigg
- Sedbergh
- Sedgwick
- Skelsmergh
- Skelwith
- Stainton
- Staveley-in-Cartmel
- Staveley with Ings
- Strickland Ketel
- Strickland Roger
- Torver
- Ulverston (town)
- Underbarrow and Bradleyfield
- Upper Allithwaite
- Urswick
- Whinfell (parish meeting)
- Whitwell and Selside (parish meeting)
- Windermere
- Witherslack

## Fonti
- Office for National Statistics (ONS) - Liste geografiche, su statistics.gov.uk. URL consultato il 10 gennaio 2009 (archiviato dall'url originale il 3 dicembre 2003).
- Pagina del Consiglio di Contea (con mappe), su cumbria.gov.uk (archiviato dall'url originale il 19 marzo 2005).